# Trafikdirektör
Trafikdirektör var förr den högre järnvägstjänsteman, som – vid Statens Järnvägar inom ett distrikt, i övrigt vid järnvägen i fråga – förestod och ledde trafikavdelningens angelägenheter. Inom ett statsbanedistrikt var han ledamot av distriktsförvaltningen och föredrog där trafikavdelningens ärenden. 

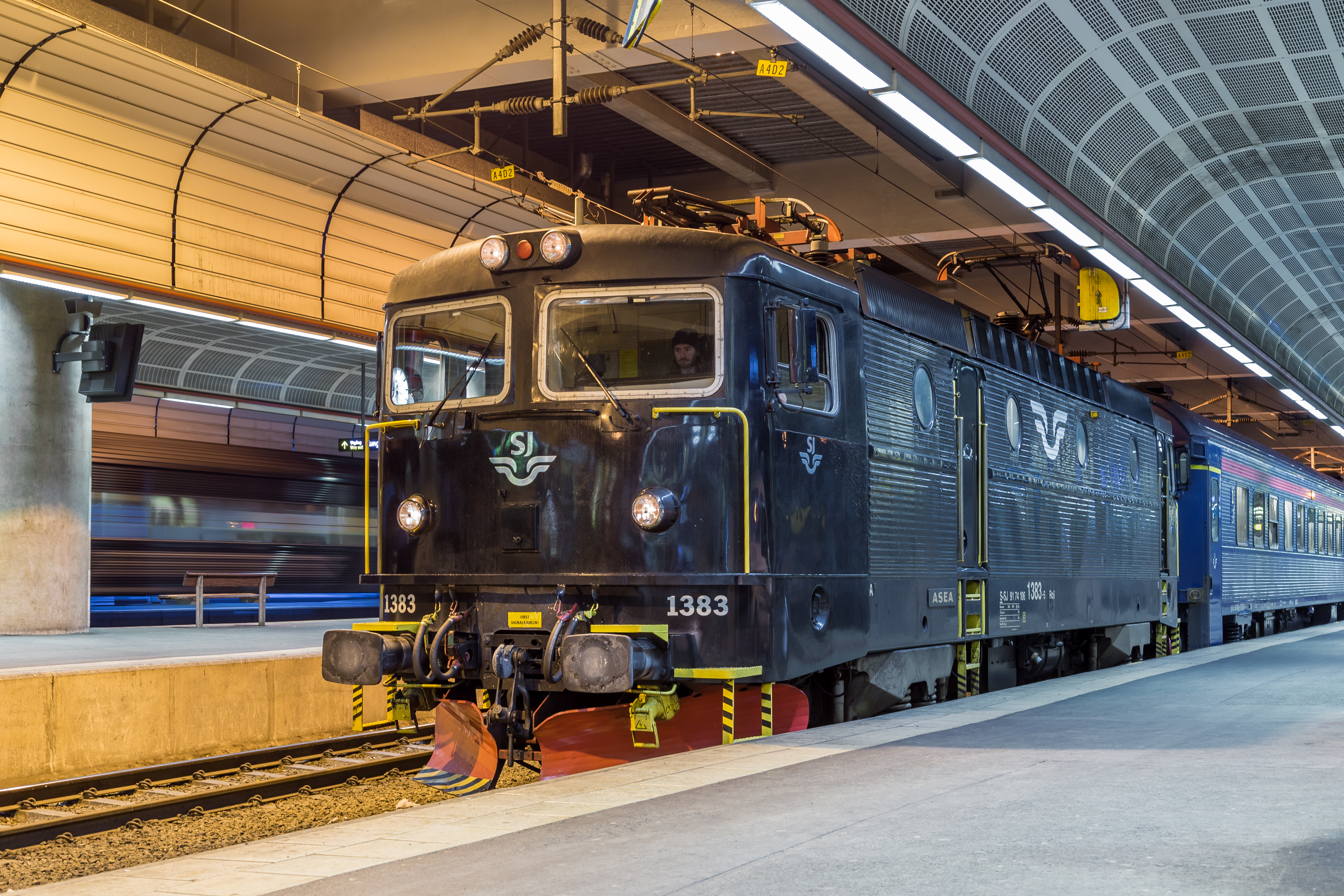

Till trafikdirektörens handläggning hörde ärenden, som gällde person- och godstrafik, befordran på järnvägen av post och telegram samt ärenden angående trafikens befrämjande. Vidare ärenden rörande nedsättning i, befriande från och restitution av avgifter för person- och godstrafiken samt ärenden rörande trafikavdelningens personal med undantag av vissa bestraffningsärenden. Slutligen även ärenden rörande sjukvård, pensioner och understöd samt gratifikation och annan dylik extra ersättning åt personal.